# سیلپریسون
سیلپریسون (انگلیسی: Silperisone) یک داروی شل کننده عضلات است.